# Jamertal

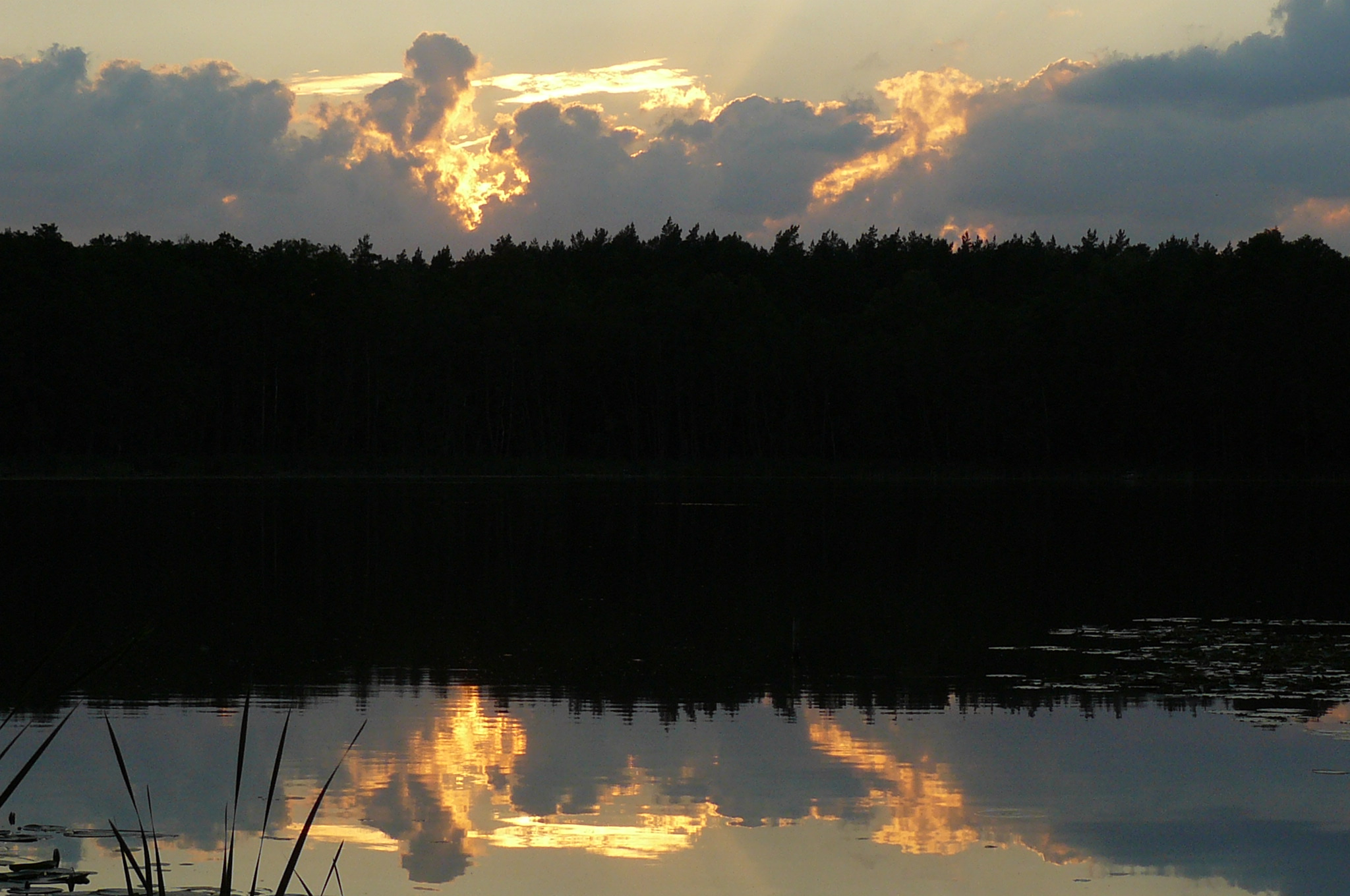
Jezioro nocą

Jamertal (też Jezioro Płaczewskie, niem. Jamertal See, Jamertaler See, czyli Jezioro Doliny Jęków) – jezioro położone wśród lasów, około 4 km na wschód od Starogardu Gdańskiego. Ma ok. 4 ha powierzchni. W pobliżu akwenu przebiega linia kolejowa z Piły do Tczewa.

## Historia
Jezioro położone w Lesie Szpęgawskim, gdzie podczas II wojny światowej Niemcy wymordowali ok. 7000 obywateli RP. Jezioro znajduje się ok. 200 m od miejsca kaźni. W 1960 roku na potrzeby filmu "Krzyżacy" nad brzegiem jeziora wybudowano drewniany gród Spychów, w którym rezydował Jurand. Do dziś widoczne są pale wbite w dno jeziora, na których wznosiła się ta budowla. W niewielkiej odległości od jeziora znajduje się olbrzymia śródleśna łąka, na której kręcono sceny "Krzyżaków". Na łące tej stała chata symbolizująca Bogdaniec (rodzinną miejscowość Zbyszka). Ok. 3 km na południowy wschód od jeziora, w okolicach wsi Rywałd, kręcono natomiast sceny bitwy grunwaldzkiej.

## Legenda
Według legendy niemiecka nazwa akwenu wiąże się z krzyżackim bestialstwem. Zakonnicy budujący w początkach XIV wieku zamek w Starogardzie, zagonili do zwózki budulca z okolicznych lasów miejscowych chłopów. Ponieważ ta ciężka praca została nakazana w czasie żniw, chłopi zbuntowali się i w większości zbiegli. W okolicach jeziora dużą część z nich zamordowano, a reszta próbowała uciekać przez jezioro. Wszyscy z nich utonęli. Po niedługim czasie zwłoki zaczęły wypływać i zostały odnalezione przez rodziny, co wywołało płacze i lamenty. Odtąd miejsce to cieszyło się złą sławą, a jęki pomordowanych (niem. Jammer) słychać było przez wiele wieków.